# Lithobius coloratus
Lithobius coloratus är en mångfotingart som beskrevs av Sseliwanoff 1881. Lithobius coloratus ingår i släktet Lithobius och familjen stenkrypare. Inga underarter finns listade i Catalogue of Life.